# Parker-Hale
Parker Hale ist ein britischer Waffenhersteller.

## Geschichte

### Firmengründung

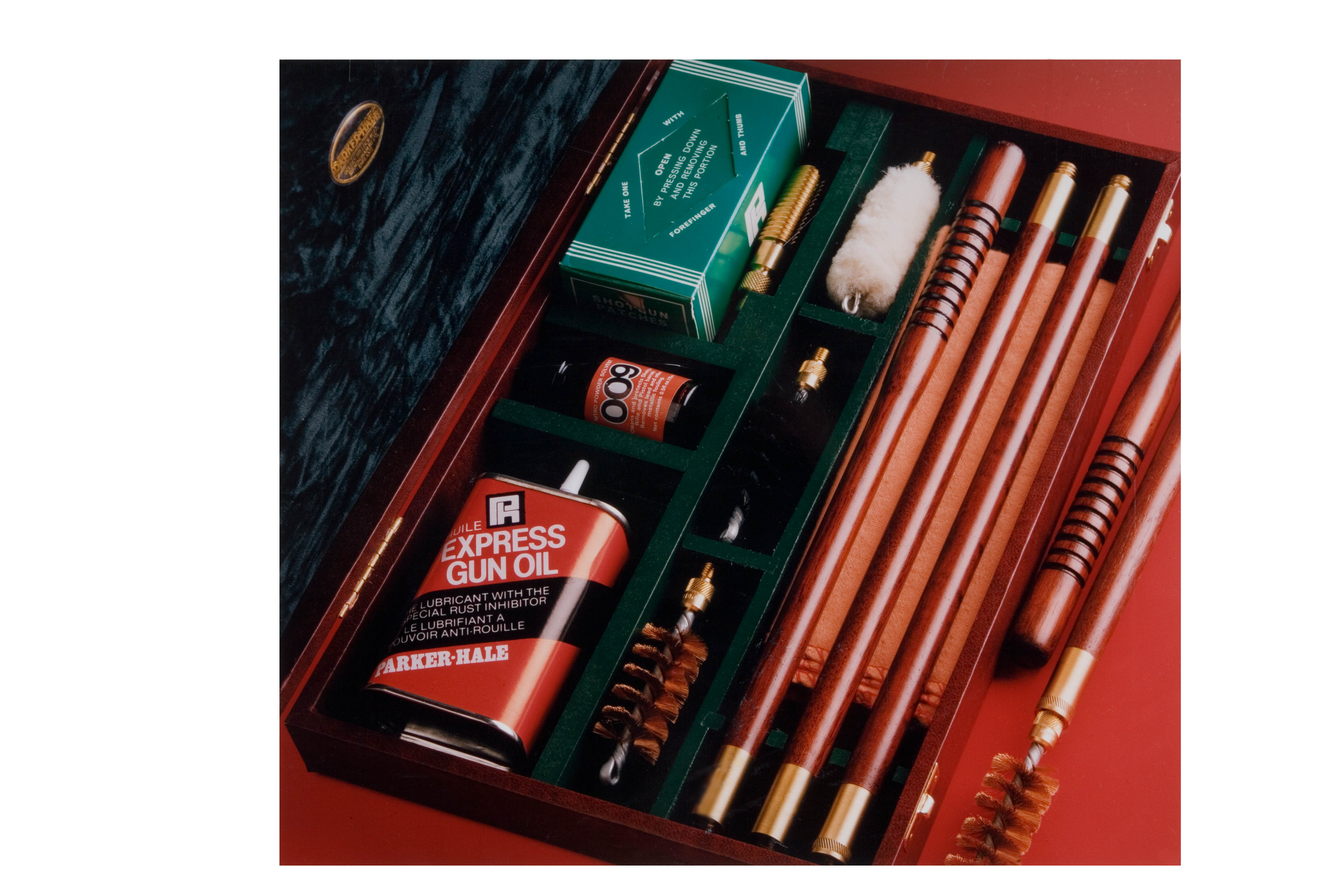
Parker-Hale-Waffenpflegeset

Parker Hale wurde im Jahr 1880 in Birmingham, England gegründet. Parker Hale produzierte von Beginn an Präzisionswaffen und Zubehör. Der Gründer Alfred G. Parker war ein  Schütze des 1. Bataillons des Royal-Warwickshire-Regiments und erkannte die Notwendigkeit von Hilfsmitteln zur Waffenpflege.

### Geschäftsentwicklung
Das Geschäft entwickelte sich bis zur Wende des 20. Jahrhunderts langsam. Damals entschloss sich Alfred G. Parker seinen Neffen Arthur T.C. Hale als Partner ins Unternehmen zu holen. Hale schloss sich der Freiwilligenarmee an und zeigte erhebliche Fähigkeiten in der Kunst des Zielschießens.

### Umwandlung
1904 wurde die Personengesellschaft in eine Kapitalgesellschaft umgewandelt, wobei die Anteile von Mitgliedern der beiden Familien Parker und Hale übernommen wurden. Der erste Katalog mit Waffen und Zubehör zeigte  deutlich, dass der Schwerpunkt des Unternehmens die Entwicklung von Zubehör war. Mit Unterstützung einflussreicher Militärs wie Feldmarschall Lord Roberts, wurden nicht zuletzt wegen der Misserfolge im Zweiten Burenkrieg Anstrengungen unternommen, um die Treffsicherheit zu verbessern. Die Bemühungen führten in der Folge zum intensiven Training auch von Zivilisten durch Zielscheibenschießen. Durch Wettbewerbe entstanden  immer mehr Schützenvereine. Das Interesse an dieser Bewegung führte zur Entwicklung von Kleinkaliberwaffen, denen das Britische Verteidigungsministerium eine Spezifikation gab (War Office Miniature Rifle).

### Entwicklung bis zum Zweiten Weltkrieg
Dem Erfolg von Parker-Hale in diesem Zeitraum ist die Gründung der Kleinkaliber-Bewegung zu verdanken. Eine weitere Entwicklung war das, als "Parkerrifling" bekannt gewordene Verfahren. Als im Jahre 1914 das  Munitionsministerium dringend Trainingsgeräte mit entsprechender Munition nachfragte, war das Unternehmen mit seiner  Produktionsstätte  fest etabliert. Das Parkerrifling-Verfahren zusammen mit dem Hiscock-Parker-Magazin, ermöglichte es,  Unterrichts-Gewehre für Rekruten zu liefern. Die Nachfrage war so groß, dass das Parker-Hale-Werk mit 100 % Auslastung produzieren konnte. Nach dem Ersten Weltkrieg brach der Handel mit Waffen  ein.  Neue Produkte wurden entwickelt und es dauerte einige Jahre, bis Parker-Hale wieder wirtschaftlich arbeiten konnte. Der Zweite Weltkrieg brachte  wieder Rückschläge mit sich, jedoch konnte sich Parker-Hale dieses Mal schneller erholen.

### Situation nach dem Zweiten Weltkrieg bis heute

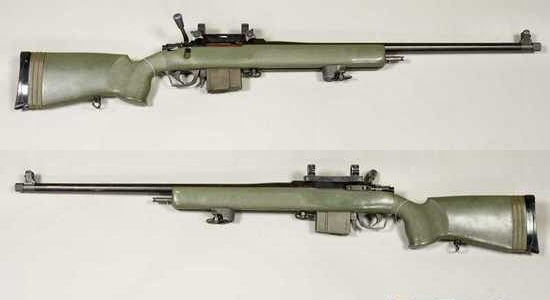
Parker-Hale M85

Nach dem Zweiten Weltkrieg waren die wichtigsten Geschäftsfelder für Parker-Hale die Instandsetzung von Gewehren und die Produktion von Patronen. Dennoch führte die Nachkriegszeit allein mit diesen Geschäftsfeldern nicht zu einer dauerhaft tragfähigen Existenz, denn auch ausländische Märkte wurden geöffnet, weil Material aller Art Mangelware war. Dennoch schaffte es Parker-Hale bis 1948, Produkte weit über die Britischen Grenzen hinaus zu exportieren. Das Sortiment umfasste Ziel- und Jagdgewehre, Pistolen, Schrotflinten und Munition sowie Zielfernrohre, Messer, Pflege- und Reinigung-Zubehör. Parker-Hale ist bekannt für seine professionell-hochwertigen Zweibeine.
Nach dem  Dunblane-Massaker im Jahr 1996 und die damit verbundene Änderung des Waffengesetzes, mit u. a. dem Verbot von Handfeuerwaffen brachte Druck auf die angeschlagene Branche. Dies führte letztlich dazu, dass die Marke Parker-Hale verkauft wurde an die John Rothery Co Ltd in Hampshire. Der heutige Schwerpunkt liegt in der Produktion von Zubehör- und Reinigungsprodukten sowie der Parker-Hale-Bipod (Zweibein). Neben der Zentrale in Hampshire ist Parker-Hale in Deutschland und Österreich vertreten.